# Thomas Gann
Thomas William Francis Gann (* 13. Mai 1867 in Murrisk, Irland; † 24. Februar 1938 in London) war ein britischer Mediziner, der sich als erster Archäologe mit der präkolumbischen Maya-Kultur auf dem Gebiet des heutigen Belize beschäftigte.

## Leben und Wirken
Gann wuchs in Whitstable auf, besuchte The King’s School in Canterbury und studierte anschließend Medizin. 1894, nach anderen Angaben 1892, ging er nach Britisch Honduras (heute: Belize), wo er als Chirurg arbeitete, und zur Bewältigung der Folgen eines Erdbebens beitragen sollte. In Britisch-Honduras hatte er zudem das Amt eines District Medical Officers und anschließend bis 1923 das Amt des Chief Medical Officers inne.
Neben seiner medizinischen Tätigkeit widmete sich Gann der Ausgrabung von Ruinen der präkolumbischen Maya-Kultur und war damit der erste Archäologe in diesem Teil Mittelamerikas. Eine einschlägige Ausbildung besaß er nicht. Zu den von ihm erkundeten Anlagen zählen die von Santa Rita Corozal, Xunantunich (1894–1895, 1924), Nohmul (späte 1890er Jahre, Ausgrabungen 1908–1909 und 1935–1936) und Lubaantun (1903, 1924–1925). Bei von der Carnegie Institution geförderten Ausgrabungen lernte er Eric Thompson kennen, Expeditionen unternahm er auch mit dem ebenfalls befreundeten Sylvanus Morley.
Neben wissenschaftlichen Beiträgen veröffentlichte Gann mehrere Reisebeschreibungen, die sich an ein breiteres Publikum richteten und neben der Darstellung archäologischer Themen teils auch ethnografische Inhalte aufweisen.
Ab 1908 war Gann als Dozent am neugegründeten Institut für Archäologie der Universität Liverpool tätig, wo auch zeitweise Teile seiner Sammlungen aufbewahrt wurden. Seine Aktivitäten in Liverpool ließen ab 1914 nach. Angaben über spätere Tätigkeiten an der Universität, etwa in biographischen Betrachtungen Eric Thompsons, lassen sich nicht belegen.
Gann war Fellow der Royal Geographical Society. Zahlreiche seiner Fundstücke wurden vom British Museum erworben.
Er war ab 1929 mit Mary Wheeler verheiratet. Er verstarb im Alter von 71 Jahren in einem Londoner Altenheim.

## Rezeption
Ab etwa 1895 wurde Ganns archäologische Tätigkeit in seinem Heimatland aufgegriffen. In seinem Buch Decolonizing Development: Colonial Power and the Maya beschreibt Joel Wainwright Thomas Gann als den wohl populärsten Maya-Forscher seiner Zeit und attestiert ihm auch fachliche Anerkennung während seiner Schaffensperiode. Das Buch Mystery cities sei gleichwohl durch die „Sprache eines Amateurs“ und rassistische Aussagen geprägt.
Der Archäologe David M. Pendergast bezeichnet das Vorgehen bei den von Gann angeleiteten, und auch in seiner Abwesenheit fortgesetzten Ausgrabungen, als „zerstörerisch“. Eine andere Arbeit kommt zu dem Schluss, dass es Gann vor allem um die „Entdeckung ästhetisch ansprechender“ Fundobjekte und weniger um sorgfältige Ausgrabungen und deren Dokumentation gegangen sei. So habe Gann Sprengstoff eingesetzt, um sich Zugang zu Fundstätten zu verschaffen. In seinen Berichten wurden derartige Methoden nicht erwähnt. Norman Hammond verzichtete auf eine retrospektive Einschätzung der Methoden Ganns, bringt aber restriktivere Regelungen zum Umgang mit historischen Stätten in Britisch-Honduras aus den Jahren 1924 und 1929 mit Ganns vorheriger Ausgrabungstätigkeit in Verbindung.

## Schriften (Auswahl)
- The Maya Indians of Southern Yucatan and Northern British Honduras. In: Bulletin (Smithsonian Institution. Bureau of American Ethnology). Washington 1918. (Digitalisat im Internet Archive)
- In an Unknown Land. Duckworth, London 1924. (Digitalisat im Internet Archive)
- Mystery cities. Exploration and adventure in Lubaantun. Duckworth, London 1925. (Digitalisat im Internet Archive)
- Ancient cities and modern tribes: exploration and adventure in Maya lands. Duckworth, London 1926.
- Maya cities, a record of exploration and adventure in middle America. Duckworth, London 1927.
- Discoveries and adventures in Central America. Scribner, New York 1929. (Digitalisat im Internet Archive)
- mit Eric Thompson: The History of the Maya From the Earliest Times to the Present Day. C. Scribner’s Son, New York 1931.
- Götter und Menschen im alten Mexiko. Die Kultur der mexikanischen Völker vor der Berührung mit Europa. Übersetzt von Max Müller. Brockhaus, Leipzig 1938
- Glories of the Maya. Duckworth, London 1938.
- mit Mary Gann, A. J. E. Cave: Archeological investigations in the Corozal district of British Honduras. In: Bulletin (Smithsonian Institution. Bureau of American Ethnology). 123, Washington 1939.